# Sayaka Hirota
Sayaka Hirota (jap. 廣田彩花, ur. 1 sierpnia 1994 r.) – japońska badmintonistka występująca w grze podwójnej z Yuki Fukushimą, trzykrotna srebrna medalistka mistrzostw świata, dwukrotna medalistka igrzysk azjatyckich, mistrzyni Azji.